# Diepwaterkathaai
De diepwaterkathaai (Apristurus profundorum) is een vis uit de familie van Pentanchidae en behoort derhalve tot de orde van roofhaaien (Carcharhiniformes). De vis kan een lengte bereiken van 54 centimeter. 

## Leefomgeving
De diepwaterkathaai is een zoutwatervis. In brakwater is de soort nog nooit aangetroffen. De vis prefereert een diepwaterklimaat en leeft hoofdzakelijk in de Atlantische Oceaan. De diepteverspreiding is 0 tot 1492 meter onder het wateroppervlak. 

## Relatie tot de mens
De diepwaterkathaai is voor de visserij van geen belang. In de hengelsport wordt er weinig op de vis gejaagd. 